# Tsémbehou
Tsémbehou (ili Tsimbeo) je grad na otoku Anjouan na Komorima. To je treći najveći grad na Anjouanu, te peti najveći grad na Komorima

## Vanjske poveznice
- http://www.tsembehouinfo.net/  Arhivirana inačica izvorne stranice od 30. rujna 2008. (Wayback Machine)